# Лер (город)
Лер (нем. и н.-нем. Leer, в.-фриз. Lier) — город в Германии, в земле Нижняя Саксония.
Входит в состав района Лер. Население составляет 34958  человек (на 2021 год). Занимает площадь 70,28 км².
Город подразделяется на 9 городских районов.

## Население
| Год  | Население |
| ---- | --------- |
| 1990 | 31 180    |
| 1995 | 32 270    |
| 2000 | 33 600    |
| 2005 | 33 682    |
| 2010 | 34 288    |

## Известные уроженцы
- Ханс-Петер Геердес (Эйч Пи Бакстер)
- Густав Виллем ван Имхофф
- Фокко Укена (1370—1436), восточнофризский хофтлинг
- Эрнст Рейтер

## Фотографии

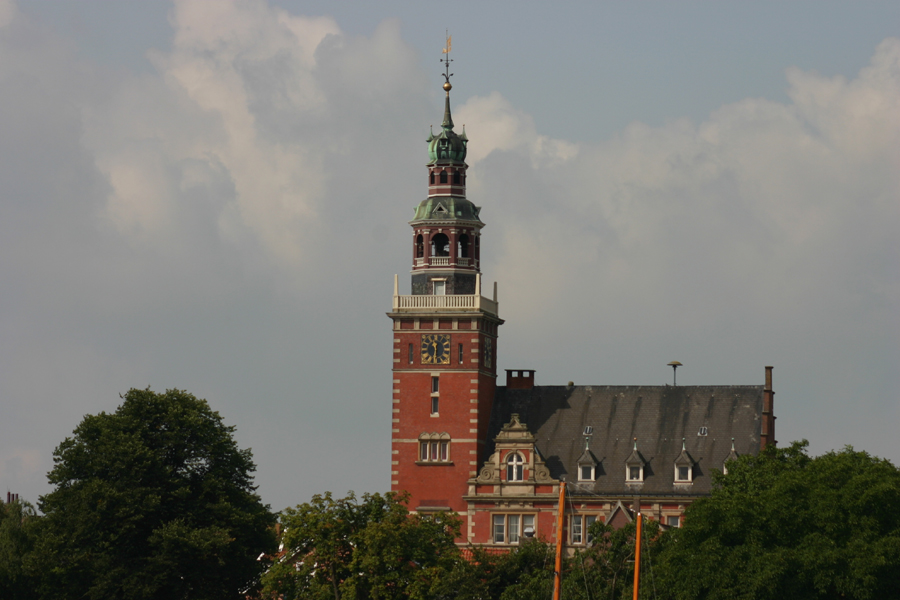
Ратуша
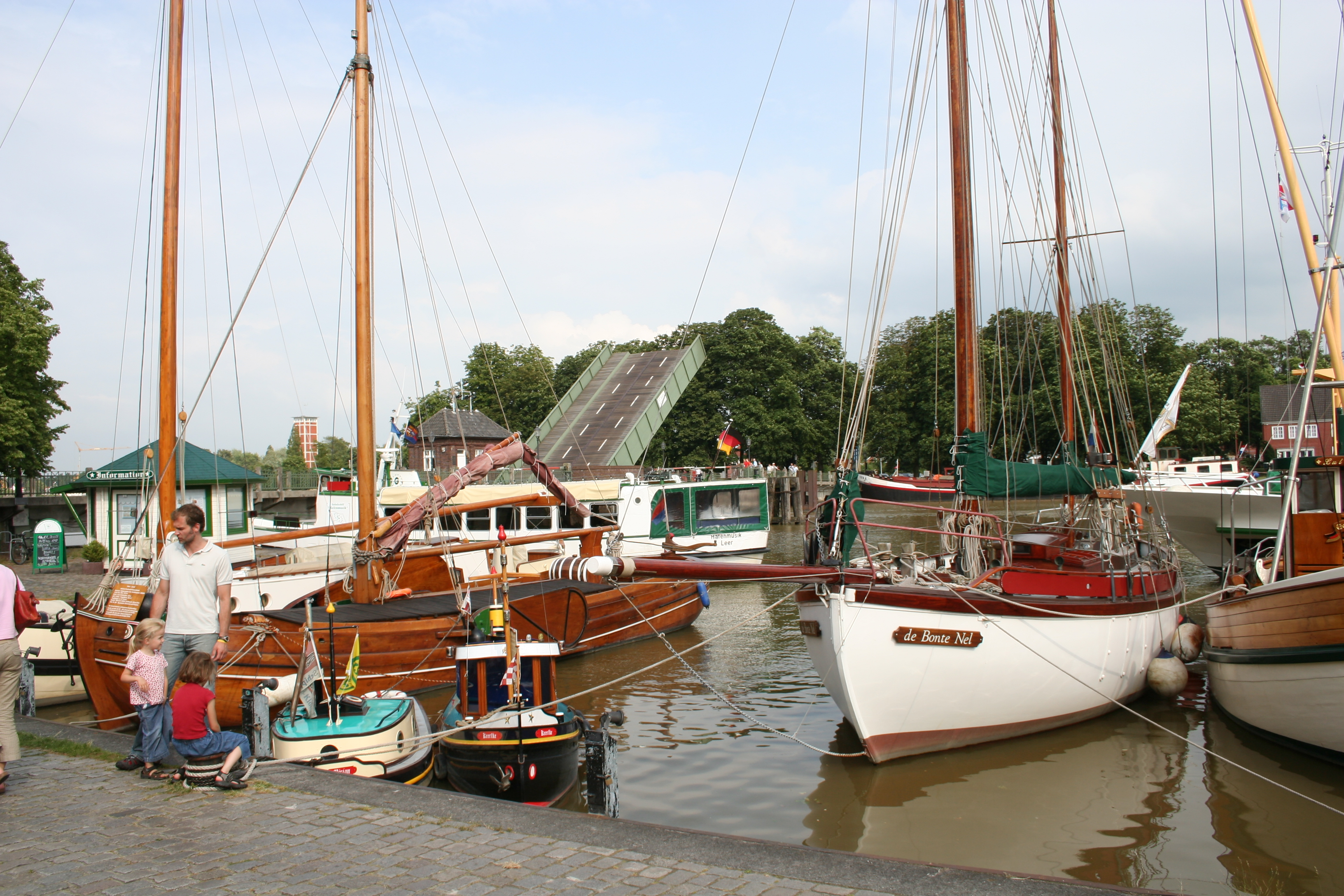
Музейный угол торговой гавани и мост Др. фон Бруха
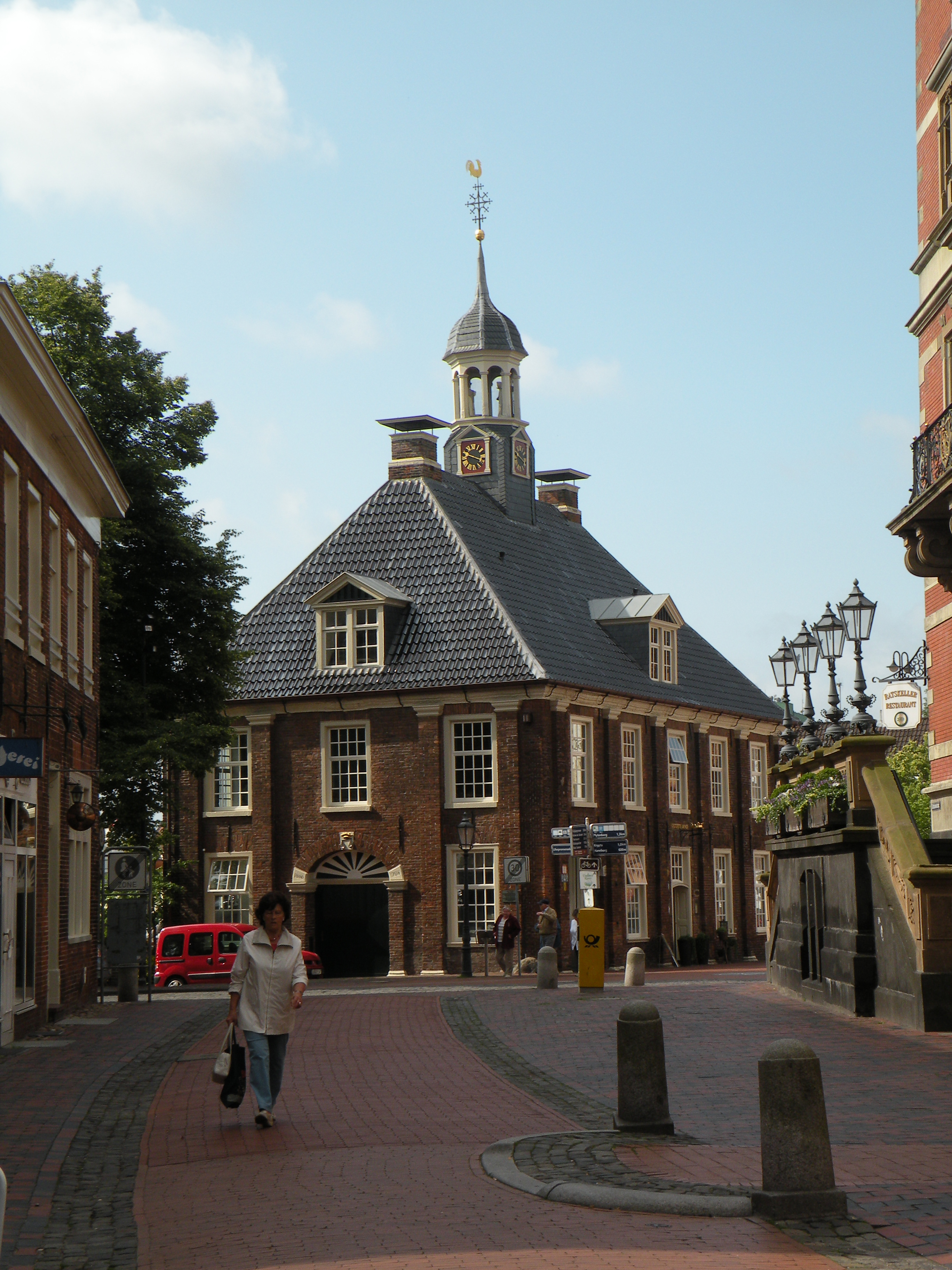
Весовая контора
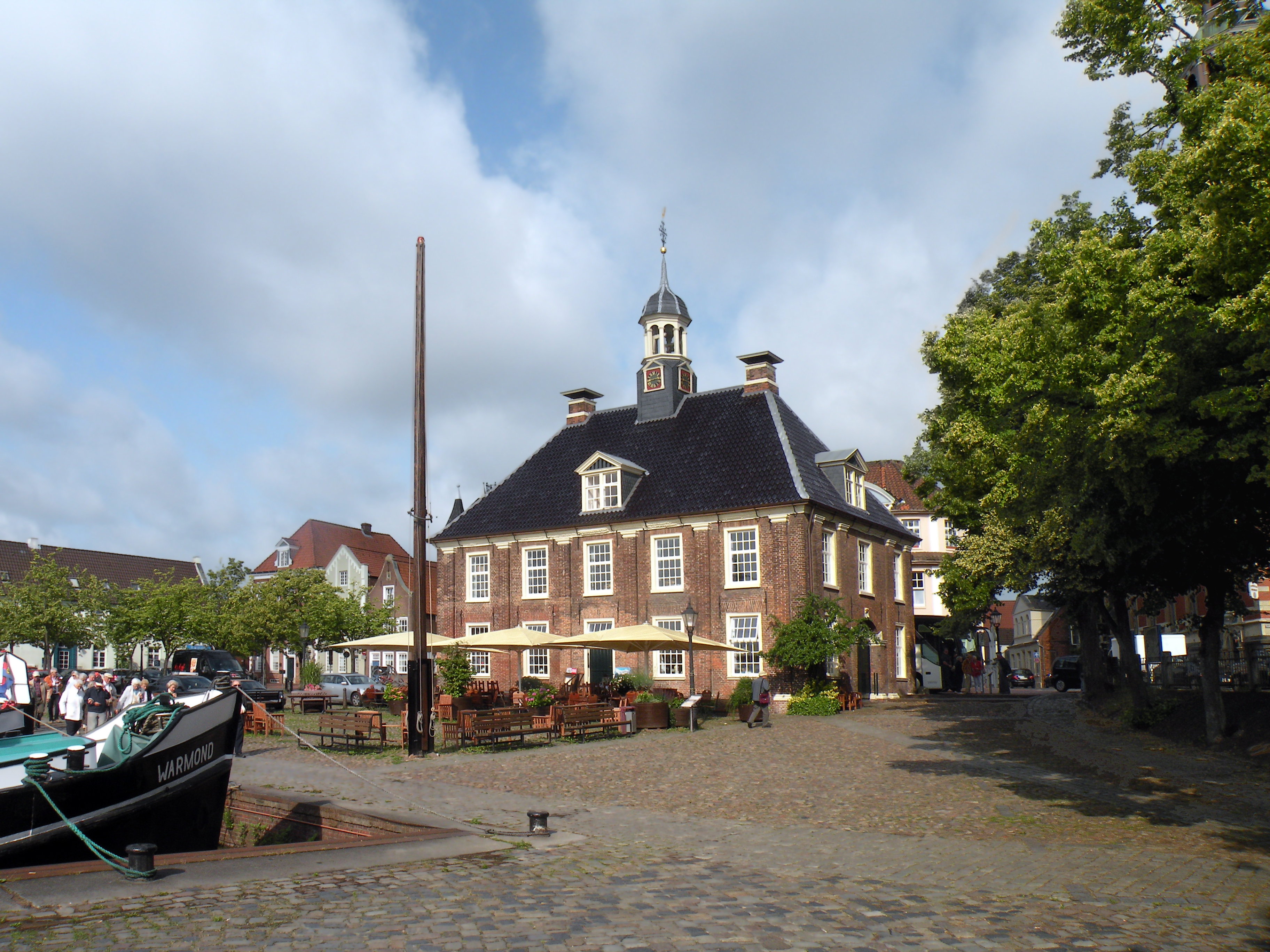
Весовая контора
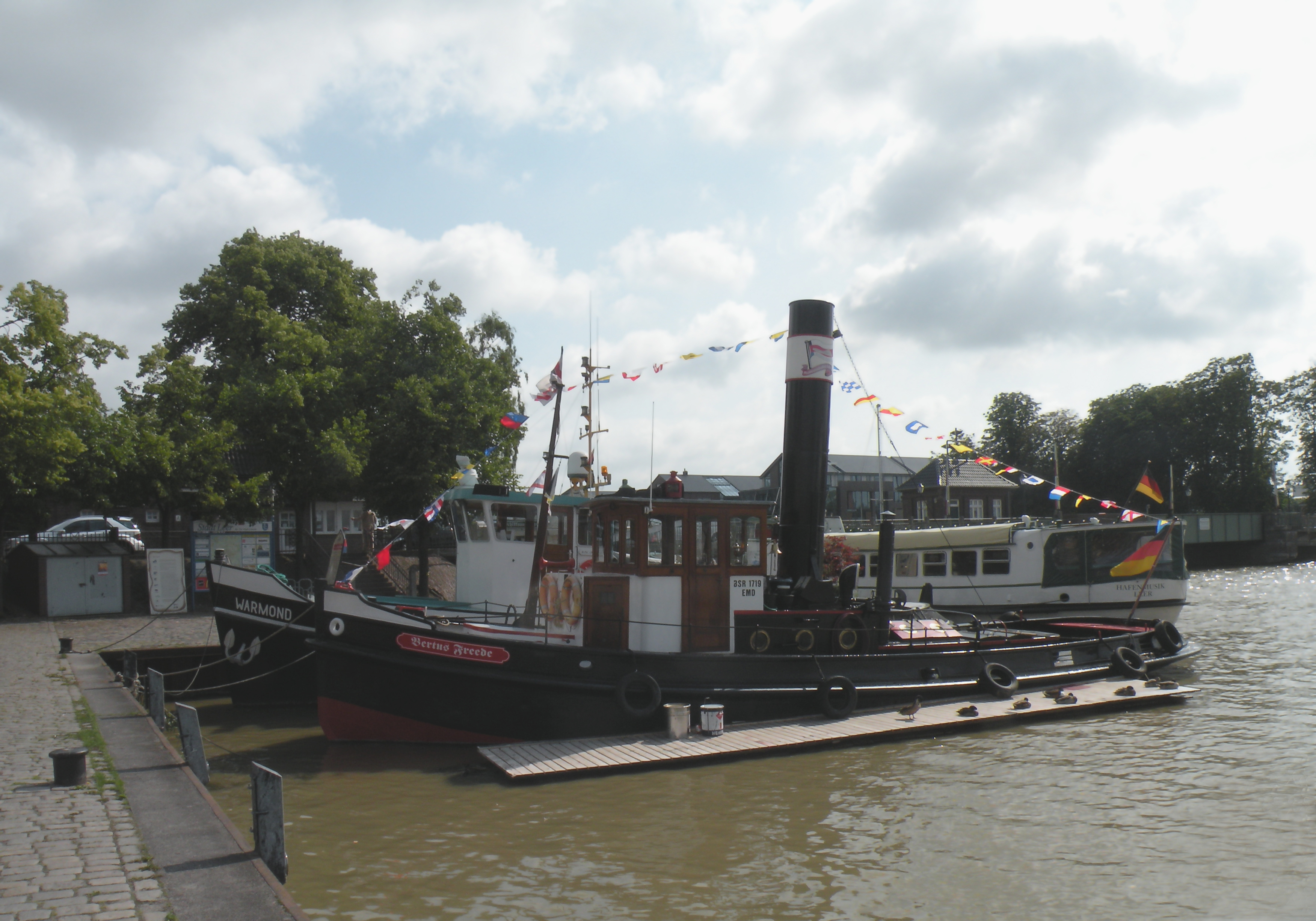
Паровой буксир
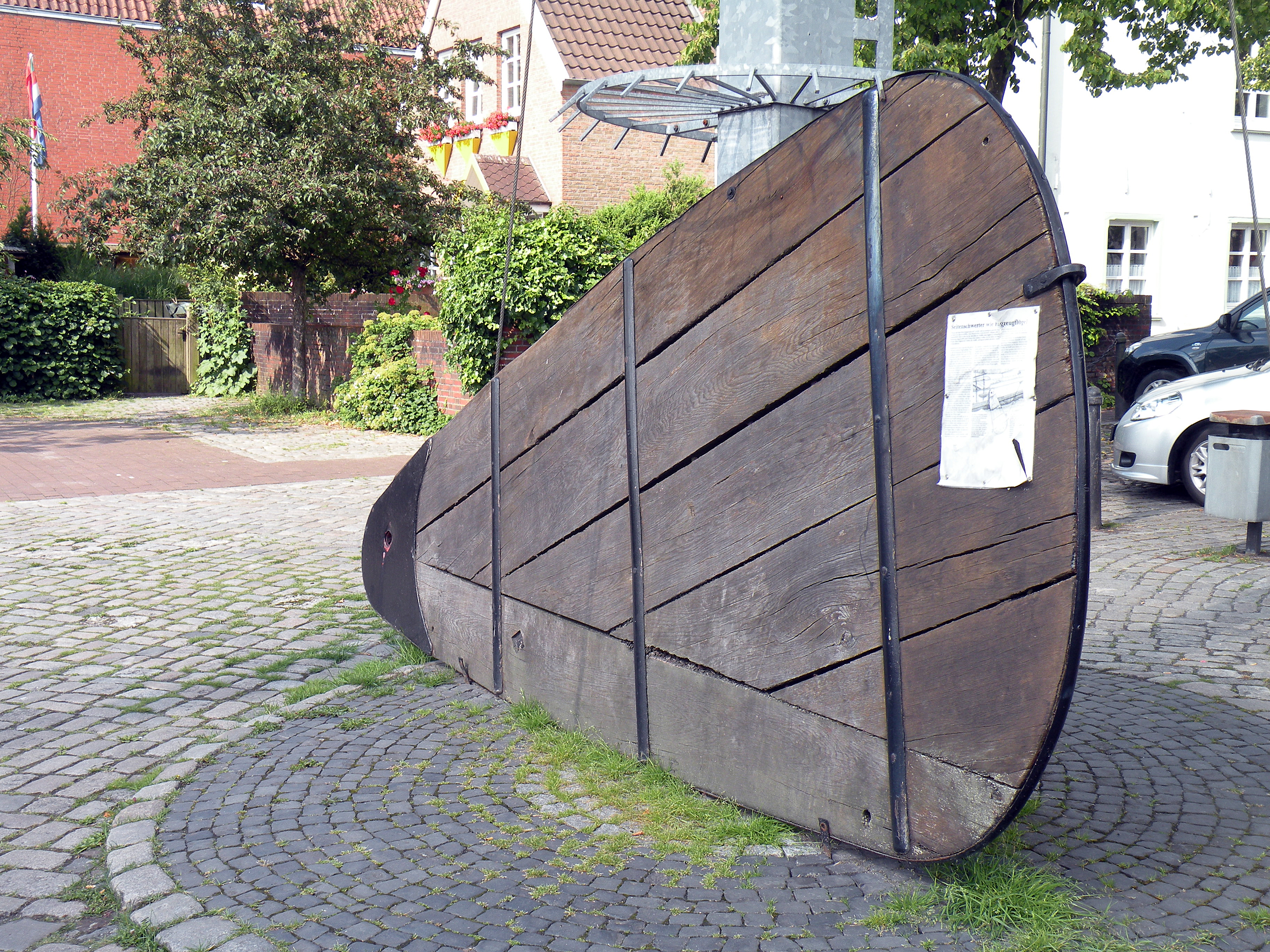
Шверт